# ورم عصوي مسخي لانمطي
الورم العصوي المسخي اللانمطي أو الورم العصوي المسخي اللانموذجي (إيه تي / آر تي) هو إحدى الأورام النادرة التي عادةً ما تُشخص في الطفولة. على الرغم من حدوثه كورم دماغي عادةً، إلا أنه قد يحدث في أي مكان من الجهاز العصبي المركزي (سي إن إس)، بما في ذلك النخاع الشوكي. يقع ما يقارب 60% من هذه الأورام في حفرة القحف الخلفية (على وجه التحديد المخيخ). توزعت نسب حدوثه وفق إحدى المراجعات التقديرية إلى 52% في الحفرة الخلفية، و39% كورم الأديم العصبي الظاهر البدائي فوق الخيمة (إس بّي إن إي تي)، و5% في الغدة الصنوبرية، و2% في النخاع الشوكي و2% متعدد البؤر.
في الولايات المتحدة، يُصاب ثلاثة أطفال من كل 1,000,000 طفل أو ما يقارب 30 حالة «إيه تي / آر تي» جديدة كل سنة. يمثل «إيه تي / آر تي» ما يقارب 3% من سرطانات الأطفال في الجهاز العصبي المركزي. تشمل ما يقارب 17% من جميع سرطانات الأطفال الجهاز العصبي المركزي، ما يجعل هذه السرطانات الأكثر شيوعًا بين سرطانات الطفولة الصلبة. يبلغ معدل النجاة لأورام الجهاز العصبي المركزي 60%. يُعد سرطان دماغ الأطفال ثاني الأسباب المؤدية للموت الناتج عن سرطان الطفولة، بعد ابيضاض الدم. تقترح التوجهات الحديثة ارتفاع معدل تشخيص أورام الجهاز العصبي المركزي بما يقارب 2.7% كل سنة. نظرًا إلى تحسن التقنيات التشخيصية المعتمدة على الواسمات الجينية وازدياد معدل استخدامها، من المتوقع ارتفاع نسبة حالات «إيه تي / آر تي» المشخصة.
لم يجر تمييز «إيه تي / آر تي» ككيان مستقل حتى عام 1996، وأُضيف إلى تصنيف منظمة الصحة العالمية لأورام الدماغ في عام 2000 (الدرجة IV). أدى كل من التصنيف الحديث نسبيًا وندرة الورم إلى أخطاء التشخيص الأولي وافتقار العلاج الأمثل. تسبب ذلك بدوره في التشخيص الضعيف للورم تاريخيًا.
تركز الأبحاث الحالية على استخدام بروتوكولات العلاج الكيميائي الفعالة في مواجهة الساركومة العضلية المخططة بالترافق مع الجراحة والعلاج الشعاعي.
أظهرت الدراسات الحديثة باستخدام العلاج متعدد الدوارج تحسن بيانات بقاء بشكل ملحوظ. في عام 2008، أبلغ معهد دانا فاربر للسرطان في بوسطن عن إجمالي بقاء لمدة سنتين بنسبة 53%، وبقاء خالي من عودة الورم بنسبة 70% (متوسط العمر عند التشخيص 26 شهر). في عام 2013، أبلغت جامعة فيينا الطبية عن إجمالي بقاء لمدة خمس سنوات بنسبة 100%، وبقاء خالي من عودة الورم بنسبة 89% (متوسط العمر عند التشخيص 24 شهر.
يرفع التشخيص الجيني الصحيح معدلات البقاء بشكل كبير عند إجرائه في بداية الورم، متبوعًا بعلاج متعدد دوارج محدد.

## العلامات والأعراض
تعتمد العلامات والأعراض السريرية على موقع الورم.
نظرًا إلى حدوث نسبة كبيرة من هذه الأورام في الحفرة الخلفية، تتشابه أعراضها مع تلك الخاصة بأورام هذه المنطقة، وغالبًا ما تشمل الصداع، والتقيؤ، والنوام والرنح (مشية غير منتظمة). وردت حالة لطفل يبلغ سبعة أشهر من العمر مصاب بورم نخاعي أولي مع أعراض شلل سفلي مترق وشعور غير طبيعي في الساقين.

## العلاج

### الجراحة
تلعب الجراحة دورًا حاسمًا في الحصول على النسيج اللازم لوضع التشخيص الدقيق. لا تُعد الجراحة لوحدها كافية للشفاء. بالإضافة إلى ذلك، يقع ما يقارب 30% من أورام «إيه تي / آر تي» فوق الخيمة، ويوجد ميل نحو الزاوية المخيخية الجسرية، ما يجعل الاستئصال الجراحي صعبًا. يظهر ثلث الأطفال المصابون في وقت التشخيص المرض المنتشر. يستحيل إجراء الاستئصال الكلي أو شبه الكلي غالبًا.

### العلاج الكيميائي
يستجيب ما يقارب 50% من أورام «إيه تي / آر تي» بشكل عابر، لكن نادرًا ما يكفي العلاج الكيميائي لوحده للشفاء. لا يوجد علاج قياسي لأورام «إيه تي / آر تي». استُخدمت العديد من العوامل العلاجية الكيميائية المختلفة في مواجهة «إيه تي / آر تي»، تُستخدم هذه العوامل أيضًا في مواجهة أورام الجهاز العصبي المركزي الأخرى، بما فيها سيسبلاتين، وكاربوبلاتين، وسيكلوفوسفاميد، وفينكريستين وإيتوبوسيد. فيما يلي بعض التدابير العلاجية الكيميائية:
- بدأت تجربة «سي سي جي» السريرية «سي سي جي – 9921» في عام 1993 ونُشرت نتائجها في عام 2005. لم تختلف نتائج العلاجات المقترحة ولم تظهر أي تحسن عن العلاجات السابقة. نشر غيير مراجعة حول العلاج الكيميائي على 299 مولود مصاب بأورام الجهاز العصبي المركزي، قيمت المراجعة معدل الاستجابة، ومعدل النجاة الخالي من عودة الورم (إي إف سي) وسمية التدبيرين العلاجيين الكيميائيين المستخدمين في علاج الأطفال المصابين بأورام الدماغ الخبيثة ممن يقل عمرهم عن 36 شهر. وُزع المرضى عشوائيًا على أحد التدبيرين للعلاج الكيميائي البدئي (فينكريستين، وسيسبلاتين، وسيكلوفوسفاميد وإيتوبوسيد مقابل فينكريستين، وكاربوبلاتين، وإفوسفاميد وإيتوبوسيد). أظهر العلاج الكيميائي البدئي المكثف معدل استجابة مرتفع لأورام الدماغ الخبيثة لدى المواليد الجدد. تشابه البقاء مع الدراسات السابقة، ولم يخضع معظم المرضى الناجين للعلاج الشعاعي.
- بروتوكولات الساركومة. ورد تقرير واحد على الأقل في المنشورات حول الأورام العصوية الخبيثة للجهاز العصبي المركزي وعلاجها باعتبارها ساركومة داخل القحف من الدرجة العالية. عولجت هذه الحالات الثلاث بالجراحة، والعلاج الكيميائي، والعلاج الشعاعي والعلاج الكيميائي داخل القراب الثلاثي الشبيه بإرشادات الدراسات بين المجموعات للساركومة العضلية المخططة III.[7]
- البروتوكولات داخل القراب. تتمثل إحدى صعوبات أورام الدماغ والنخاع الشوكي في الحاجز الدموي الدماغي الذي يجب على الدواء اختراقه للوصول إلى الورم. يُعد جهاز مستودع أومايا إحدى الآليات المستخدمة لإيصال الدواء. يشترك هذا الجهاز في بعض خصائصه مع التحويلة، إذ يُثبت أنبوب في السائل المحيط بالدماغ جراحيًا، إلى جانب مستودع بصلي الشكل متصل بالأنبوب مثبت تحت جلد فروة الرأس. عند خضوع الطفل للعلاج الكيميائي داخل القراب، يُعطى الدواء في المستودع البصلي. في حالات أخرى، تُعطى العوامل العلاجية الكيميائية داخل القراب عن طريق البزل القطني. يستخدم بروتوكول رابطة أورام الدماغ لدى الأطفال الحالي المافوسفاميد، مشتق السيكلوفوسفاميد المنشط مسبقًا، بالإضافة إلى غيره من الطرق الأخرى بهدف التأثير في الورم.[8]
- العلاج الكيميائي عالي الجرعة مع الإنقاذ بالخلايا الجذعية. يستخدم هذا التدبير العلاجي العلاج الكيميائي بجرعات عالية قادرة على كبح نخاع العظم كليًا. قبل بدء العلاج، يوضع للطفل قسطار مركزي وتُجمع الخلايا الجذعية. بعد العلاج، تُعطى هذه الخلايا إلى الطفل مرة أخرى من أجل إعادة نمو نخاع العظم. اعتُقد في البداية أن الإنقاذ بالخلايا الجذعية، أو زراعة نخاع العظم الذاتي، مفيد بالنسبة لمجموعة واسعة من المرضى، لكن تراجع هذا على مدار تاريخ بروتوكولات العلاج الكيميائي.[9]

### العلاج الشعاعي
اعتمدت الممارسة التقليدية المتعلقة بعلاج أورام الدماغ في الطفولة على استخدام العلاج الكيميائي وتأجيل العلاج الشعاعي حتى وصول المريض إلى عمر ثلاث سنوات. تعود هذه الاستراتيجية إلى الملاحظات المتعلقة بتعرض الطفل دون سن ثلاث سنوات لمضاعفات طويلة الأمد نتيجة تشعيع الدماغ. مع ذلك، تدعو بعض البروتوكولات لبدء العلاج الشعاعي مقدمًا، على الرغم من صغر السن، نتيجة نتائج «إيه تي / آر تي» طويلة الأمد شديدة السوء.
لم تُوضع جرعات وأحجام قياسية للعلاج الشعاعي، إلا أن استخدامه من شأنه تحسين البقاء. يخضع استخدام العلاج الشعاعي على الأطفال دون سن ثلاث سنوات للقيود، يعود ذلك إلى خطر العيوب العصبية المعرفية الشديدة. تُستخدم بروتوكولات الإشعاع المطابق والموضعي في علاج هذا الورم لدى الأطفال الصغار.
يستخدم الإشعاع بالحزمة الخارجية (المطابق) العديد من الحزم التي تتقاطع في موقع الورم؛ تتلقى أنسجة الدماغ الطبيعية كمية أقل من الأشعة ما يقلل من تأثر الوظيفة المعرفية.
قُدم الإشعاع بحزم البروتونات بشكل حصري في مستشفى ماساتشوستس العام في بوسطن ولوما ليندا في كاليفورنيا بدءًا من عام 2002. منذ عام 2003، افتتحت ثلاثة أو أربعة مراكز علاج بالبروتونات في الولايات المتحدة. يعمل مستشفى سانت جود لبحوث الأطفال على بناء مركز في موقع تابع له في ممفيس، تينيسي. افتتحت بعض المراكز في أوروبا (ألمانيا، وسويسرا وفرنسا).

### عوامل تغيير بنية الكروماتين
يخضع هذا البروتوكول للتقييم ما قبل السريري حاليًا. تمثل مثبطات الهيستون ديسيتيلاز إحدى الأصناف الجديدة من العوامل المضادة للسرطان التي تستهدف تغيير بنية الكروماتين بشكل مباشر. استُخدمت هذه العوامل في ابيضاض سلائف النقويات الحاد وثبت تأثيرها على كبح النسخ المتوسط بالهيستون ديسيتيلاز. يُعد فهم عجز «آي إن آي 1» غير كاف للتنبؤ بفعالية تأثير مثبطات الهيستون ديسستيلاز ضد حالات «إيه تي / آر تي». تشير بعض نتائج المختبرات إلى فعاليتها ضد أنواع محددة من صفوف خلايا «إيه تي / آر تي».